# Juan de Acuña
Juan de Acuña y Bejarano, connu aussi sous le nom de Juan Vázquez de Acuña y Bejarano, 1er marquis de Casa Fuerte (Lima, 22 février 1658 — Mexico, 17 mars 1734), est le vice-roi de la Nouvelle-Espagne du 15 octobre 1722 jusqu'à sa mort le 17 mars 1734.

## Biographie

### Origines et carrière militaire
Né à Lima, dans la vice-royauté du Pérou, Juan de Acuña est le fils posthume de Juan Vázquez de Acuña – militaire originaire de Burgos – et de sa troisième épouse Margarita Bejarano de Marquina, née à Potosí (dans l'actuelle Bolivie).
En 1676, il est envoyé en Espagne et embrasse la carrière militaire. Il est fait chevalier de l'ordre de Santiago en 1678. Il se distingue au cours des guerres de la Ligue d'Augsbourg puis de Succession d'Espagne. En 1701, alors qu'il est gouverneur de Messine, le roi Philipe V d'Espagne lui concède le titre de Marquis de Casa Fuerte.
De retour en Espagne, il est tour à tour commandant général d'Aragon (1715) puis de Majorque et Ibiza (1717).

### Vice-roi de Nouvelle-Espagne (1722-1734)
Célibataire et âgé de 63 ans, le roi Philipe V d'Espagne le nomme vice-roi de la Nouvelle-Espagne en 1721. Parti de Cadix, Juan de Acuña prend possession de ses fonctions le 15 octobre 1722. Ses premières mesures cherchèrent à améliorer les finances publiques et payer les dettes de la vice-royauté. De ce fait, il fit construire de nouveaux bâtiments à Mexico comme l'édifice des douanes (Edificio de la antigua Aduana), améliora la distribution d'eau potable dans la ville, fit d'importantes réformes dans différents hôpitaux (San Lázaro, San Juan de Dios) et collèges royaux (Santa Cruz de Tlatelolco, San Juan de Letrán, San Ignacio). Mais sa réforme la plus importante fut l'agrandissement de la Casa de la Moneda (« Maison de la monnaie ») de Mexico.
Sur le plan militaire, il parvint à expulser les Britanniques – installés sur la côte de l'actuel Belize – en 1733 et chercha à étendre l'influence espagnole en Amérique du Nord.
Souffrant de goutte, Juan de Acuña demande à renoncer à sa fonction. En effet, sa maladie ayant paralysé son bras droit, cela l'empêchait de signer les ordonnances, même si le roi Philippe V d'Espagne lui accorda le privilège de signer avec un sceau. Il mourut dans l'exercice de ses fonctions, le 17 mars 1734, et fut enterré avec tous les honneurs à Mexico.